# Mercedes-Benz W 17
La Mercedes-Benz W 17, également connue sous le nom de Mercedes-Benz 120, est un concept car à moteur arrière que Daimler-Benz AG a fabriqué en 1931.
Inspiré par les formes modernes et profilées, il a été décidé, au début des années 1930, de ne plus installer de moteurs à l'avant du véhicule mais à l'arrière. La façade arrondie du véhicule limite l'espace d'installation au-dessus de l'essieu avant. La forme arrière volumineuse, en revanche, laissait beaucoup d'espace au-dessus et derrière l'essieu arrière. De plus, l'arbre à cardan peut être omis lors de l'installation du moteur sur l'essieu moteur. Des développements correspondants ont été réalisés par Tatra sous la direction de Hans Ledwinka.
En 1930, Daimler-Benz AG confie à Hans Nibel le développement d'une petite voiture à moteur arrière. En 1931, la W 17, ou Type 120, est créée, une berline à quatre places avec deux portes arrière battantes, des vitres avant et arrière verticales et un moteur quatre cylindres Boxer de 1,2 litre (Alésage et course 70mm x 78mm) à l'arrière qui produit 25 ch (18,4 kW). Il y avait aussi des tests avec des moteurs quatre cylindres en ligne montés transversalement.
Il n'y a pas eu de production en série et aucun des véhicules d'essai n'a survécu à ce jour. En plus des photos, le moteur de l'une des voitures existe encore aujourd'hui et peut être vu au Musée Mercedes-Benz.

## Production W 17
| Année | 1931 | total |
| ----- | ---- | ----- |
| W 17  | 12   | 12    |